# Патера Шанго
Шанго — патера, или кратер сложной формы с изрезанными краями,  на спутнике Юпитера Ио, диаметром 90 км. 
Названа по имени духа грома Шанго из мифологии йоруба; название было одобрено Международным астрономическим союзом в 2000 году.

## Расположение
Патера Шанго расположена на севере горы Скифия, на границе между областями Босфор и Мидия. К юго-востоку от Шанго расположен вулкан Амирани, а к юго-востоку — патера Гиш Бар, гора Гиш Бар и патера Эстан.

## Исследования
Между 2001 (окончание миссии КА «Галилео») и 2007 (прилёт КА «Новые горизонты») годами поверхность вокруг патеры Шанго подверглась сильному изменению. Дно патеры Шанго и потоки, идущие от неё на юго-запад, за этот период существенно потемнели.